# Hermya nitida
Hermya nitida là một loài ruồi trong họ Tachinidae.